# Macodou Coumba Yandé Fall
Pour les articles homonymes, voir Macodou Coumba.
Macodou Coumba Yandé est un damel du Cayor – le souverain d'un ancien royaume situé à l'ouest de l'actuel Sénégal.

## Biographie
De famille maternelle Guelwar, il est issu de l'union entre la princesse Codou Diouf, (fille du Bour Sine Bukar Cilas Diouf et de la linguère Coumba Yandé Mbarou Ndiaye du Saloum qui est notamment la sœur du Bour Saloum Biram Niémé Niakhana) et du damel Birima Fatma Thioub, fondateur du village de Ngathie Naode 18 km de kahone. 
Grand résistant de la pénétration des forces françaises au Cayor, il se distingua par ses victoires sur le gouverneur Faidherbe et par son refus de collaborer avec les forces françaises (il ne signe notamment aucun traité avec la France). N'étant plus soutenu par les Baol-baol en raison de ses origines étrangères (Guelwar du Sine Saloum par sa mère) il retourna au Saloum où il continua le combat contre les forces coloniales en compagnie de Maba Diakhou Bâ. Il mourut à l'est du Saloum.

## Son règne
Il règne de 1859 à 1861. Madiodio lui succède.

## Postérité
Il est le père du damel Birima Ngoné Latyr (demi-frère du damel Lat Dior), des Bour Saloum Samba Laobé Fall et Fakha Bouyo Fall, et de Birima Bouya Fall, cousin et compagnon du damel Samba Laobé Fall, dernier damel du CayorIl est le grand frère de Sambou Fall  et Mao Fall et Thiéndélla Fall et sa sœur Kharr Fall. Tous sont des enfants de Birima Fatma Thioubou.